# Kenneth Taylor
Kenneth Ina Dorothea Taylor (Alkmaar, 16 de maio de 2002) é um futebolista neerlandês que atua como volante. Atualmente, joga pelo Ajax.

## Carreira no clube
Taylor fez sua estreia na Eerste Divisie pelo Jong Ajax em 15 de outubro de 2018, em um jogo contra o Jong PSV, como substituto de Jasper ter Heide aos 70 minutos.
Taylor fez sua estreia na Eredivisie pelo Ajax em 12 de dezembro de 2020, em um jogo contra o PEC Zwolle, como substituto de Perr Schuurs aos 64 minutos. Em uma partida contra o Heracles Almelo em 6 de fevereiro de 2022, Taylor marcou seu primeiro gol na Eredivisie aos 65 minutos da partida. Ele entrou aos 63 minutos para substituir Steven Berghuis e logo depois foi encontrado em uma bola de Sébastien Haller para aquele que foi seu primeiro gol no campeonato.

## Títulos
Ajax
- Eredivisie: 2020–21, 2021–22
- Copa KNVB: 2020–21

Países Baixos sub-17
- Campeonato Europeu de Futebol Sub-17: 2019[3]